# Hipótesis de escala
Una hipótesis de escala es un conjunto de hipótesis que explican de manera fenomenológica las leyes de escala alrededor del punto crítico en una transición de fase. 
La idea básica detrás de estas hipótesis se relaciona con el hecho de que la longitud de correlación ξ diverge. Por lo tanto ξ->∞ cuando T ≈ Tc, siendo Tc la temperatura crítica. Entonces ξ es la única escala de relevancia en el entorno 
de Tc. Esto significa que las propiedades que determinan la forma de las funciones termodinámicas ocurren a una escala espacial de dimensión lineal del orden de ξ. A su vez, significa que un cambio en los parámetros termodinámicos (por ejemplo, temperatura y campo magnético externo) alrededor de Tc equivale a un cambio de escala. Podemos esperar que los detalles a escalas lineales << ξ serán irrelevantes.
Por ejemplo, si graficamos la magnetización m versus el campo externo B, próximo a la temperatura crítica, y luego variamos levemente la temperatura, observamos una curva diferente. Si ahora elegimos las escalas adecuadas veremos que los gráficos coinciden. Este hecho se ha comprobado experimentalmente. Las funciones que cumplen con esta propiedad son las leyes de potencia. 
La función de correlación lejos del punto crítico tiene una forma funcional exponencial {\displaystyle f(r)=e^{r/ro}}. Cerca del punto crítico cambia a una ley de potencia.
- Datos: Q5898579